# Jetyssou

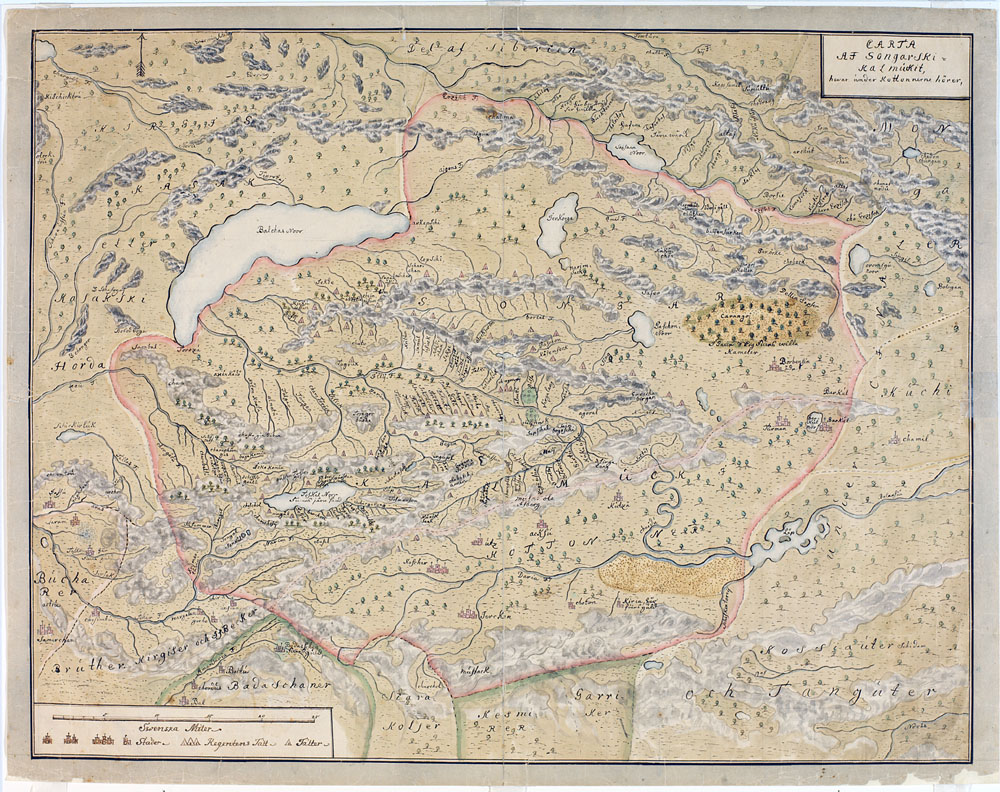
Carte de 1744 incluant la région de Jetyssou.

Oblast de Semiretchensk.

Jetyssou (en kazakh : Жетісу (Jetısu), translittération anglaise : Zhetysu API : ʒi̯ɘtɘsʊw) est le nom historique d'une ancienne région située au sud-est du Kazakhstan.
La région est délimitée par le lac Balkhach au nord, les lacs Sasykkol et Alakol au nord-est, les monts Jungar Alatau au sud-est et les monts Tian au sud.

## Étymologie
Le nom de Jetyssou signifie en français les « Sept-Rivières » en raison des sept cours d'eau qui se jettent dans le lac Balkhach : Ili, Karatal, Aksu, Lepsi, Bien, Baskan et Sarkand. 
Lors de l'annexion de ce territoire au XIXe siècle par l'Empire russe, il fut dénommé en russe oblast de Semiretchie, Semiretchensk ou Semiretche qui signifie également « Sept-Rivières ».

## Histoire
À partir de 1905, après la guerre russo-japonaise et la construction du chemin de fer Trans-Aral, la colonisation par le peuple russe dans la région a augmenté considérablement sous l'égide de la Direction générale des migrations depuis son siège de Saint-Pétersbourg (Переселенческое Управление).
Avec la révolte basmatchi de 1916, puis la Révolution d'Octobre de 1917, la guerre civile fit environ 2500 victimes russes en Jetyssou. La contre-offensive des Bolcheviks installés à Tachkent, fit des milliers de morts Kazakhs. Les Soviets contrôlèrent la région. En 1920, fut proclamée la République socialiste soviétique autonome kazakhe. Celle-ci fut remplacée en 1936 par la République socialiste soviétique kazakhe. 
En 1991, la région du Jetyssou se partagea entre le Kazakhstan et le Kirghizistan.
Aujourd'hui, la région historique de Jetyssou fait partie de l'oblys d'Almaty, non loin de la zone frontalière avec le Kirghizstan, de la province de Semeï au Nord et de la Chine au Sud. La capitale est la ville d'Almaty.

## Démographie
En 1906 la population s'élevait à 1 080 700 habitants composés de 76 % de Kazakhs, 14 % de Russes et 5,7 % de musulmans de la région du bassin du Tarim.

## Climat
Le climat est continental, avec des hivers rigoureux. Le paysage est essentiellement constitué de steppes et la végétation est présente surtout le long des sept rivières et du lac Balkhach.

## Agriculture
Les cultures les plus importantes sont le blé, l'orge, l'avoine, le millet, le riz et les pommes de terre. On cultive également le coton, le chanvre, le lin et le pavot. L'élevage a été très largement exploitée par les Kazakhs, à savoir, les chevaux, les bovins, les moutons, les chameaux, les chèvres et les porcs. Les vergers et jardins fruitiers sont largement développés.